# Harrisburg (Arkansas)
Pour les articles homonymes, voir Harrisburg.
La ville de Harrisburg est le siège du comté de Poinsett, dans l’État de l’Arkansas, aux États-Unis. Lors du recensement de 2000, sa population s’élevait à 2 192 habitants, estimée à 2 180 en 2003.
La ville doit son nom à trois frères, des pionniers venus de l’Alabama. Elle fait partie de l’agglomération de Jonesboro.

## Démographie
| 1890 | 1900 | 1910 | 1920  | 1930  | 1940  | 1950  | 1960  |
| ---- | ---- | ---- | ----- | ----- | ----- | ----- | ----- |
| 482  | 462  | 942  | 1 315 | 1 111 | 1 193 | 1 498 | 1 481 |

| 1970  | 1980  | 1990  | 2000  | 2010  | - | - | - |
| ----- | ----- | ----- | ----- | ----- | - | - | - |
| 1 931 | 1 921 | 1 943 | 2 192 | 2 288 | - | - | - |

## Source
- (en) Cet article est partiellement ou en totalité issu de l’article de Wikipédia en anglais intitulé « Harrisburg, Arkansas » (voir la liste des auteurs).